# Nikki Greene
Sheniqua S. Greene, detta Nikki (North Charleston, 6 settembre 1990), è una cestista statunitense, professionista nella WNBA.

## Carriera
È stata selezionata dalle Phoenix Mercury al terzo giro del Draft WNBA 2013 con la 26ª chiamata assoluta.